# Dwayne De Rosario
Dwayne Anthony De Rosario (Toronto, 1978. május 15. –) kanadai válogatott labdarúgó.

## Fordítás
- Ez a szócikk részben vagy egészben  a   Dwayne De Rosario című angol Wikipédia-szócikk fordításán alapul.  Az eredeti cikk szerkesztőit annak laptörténete sorolja fel. Ez a jelzés csupán a megfogalmazás eredetét és a szerzői jogokat jelzi, nem szolgál a cikkben szereplő információk forrásmegjelöléseként.